# Jawed Karim

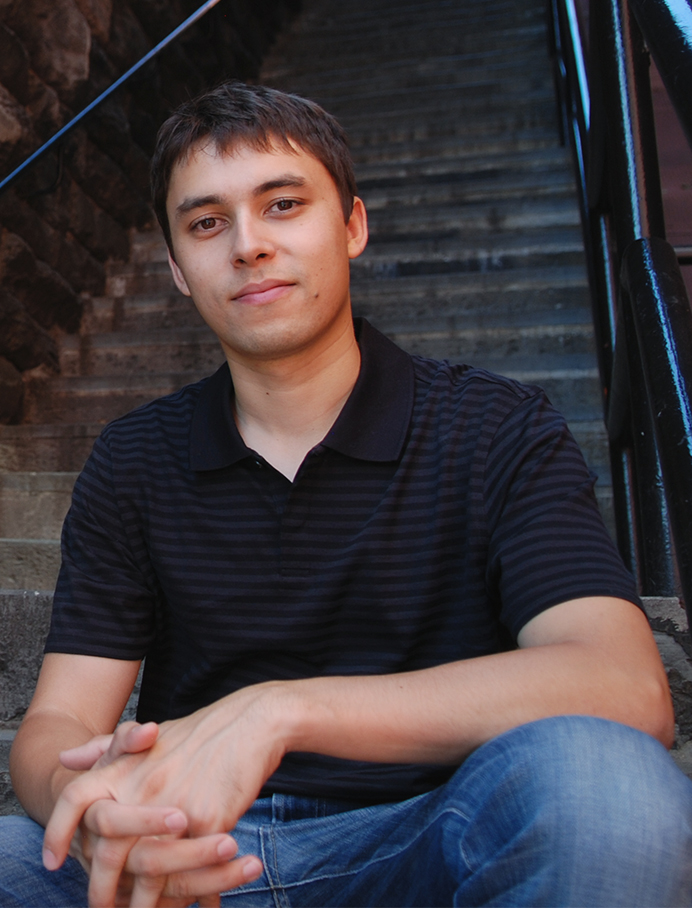
Jawed Karim 2008.

Jawed Karim (Bengali: জাওয়েদ করিম), född 28 oktober 1979 i Merseburg, dåvarande Östtyskland, är en av grundarna till videosajten Youtube. Karim flyttade som ettåring till Västtyskland men bor sedan 1992 i USA, där han bland annat studerat vid Stanford University.
Karim blev den som laddade upp det första videoklippet på Youtube, när han den 23 april 2005 klockan 20:27 laddade upp klippet Me at the zoo. Videon, som är 19 sekunder lång, visar Jawed Karim under en vistelse på San Diego Zoo. Videon laddades upp från hans konto jawed och är inspelad av Yakov Lapitsk. Videon är en av de mest populära på plattformen.